# Алмерак
Алмерак (фр. Almayrac) насеље је и општина у јужној Француској у региону Миди Пирене, у департману Тарн која припада префектури Алби.
По подацима из 2011. године у општини је живело 289 становника, а густина насељености је износила 26,34 становника/km². Општина се простире на површини од 10,97 km². Налази се на средњој надморској висини од 355 метара (максималној 372 m, а минималној 248 m).

## Демографија
| 1962. | 1968. | 1975. | 1982. | 1990. | 1999. | 2011. |
| ----- | ----- | ----- | ----- | ----- | ----- | ----- |
| 226   | 275   | 266   | 269   | 267   | 275   | 289   |

График промене броја становника у току последњих година